# 堺市立上野芝小学校
堺市立上野芝小学校（さかいしりつ うえのしば しょうがっこう）は、大阪府堺市西区神野町にある公立小学校。

## 沿革
堺市立津久野小学校の学校規模が過大となってきたため、従来の同校の校区を分離して、堺市で90番目の市立小学校として1990年に開校した。
- 1990年4月 - 堺市立上野芝小学校として開校。

## 通学区域
- 堺市西区 石津ヶ丘、上野芝町、神野町1丁、神野町2丁（一部）。

卒業生は堺市立津久野中学校に進学する。

## 交通
- 阪和線 上野芝駅 南西へ約600m。